# Liberia ved OL
Liberia deltog første gang i olympiske lege under Sommer-OL 1956 i Melbourne og har med undtaget for Sommer-OL 1968 i Mexico by, Sommer-OL 1976 i Montréal og Sommer-OL 1992 i Barcelona deltaget i alle efterfølgende sommerlege. De deltog kun i åbningsceremonien under Sommer-OL 1980 i Moskva, før de sluttet sig til den internationale boykot af legene. Liberia har aldrig deltaget i vinterlege, og de har aldrig vundet nogen medalje.

## Medaljeoversigt
| Liberias medaljer under de olympiske sommerlege | Liberias medaljer under de olympiske sommerlege | Liberias medaljer under de olympiske sommerlege | Liberias medaljer under de olympiske sommerlege | Liberias medaljer under de olympiske sommerlege | Liberias medaljer under de olympiske sommerlege |
| ----------------------------------------------- | ----------------------------------------------- | ----------------------------------------------- | ----------------------------------------------- | ----------------------------------------------- | ----------------------------------------------- |
| Lege                                            | Guld                                            | Sølv                                            | Bronze                                          | Totalt                                          | Rang                                            |
| 1956 Melbourne/Stockholm                        | 0                                               | 0                                               | 0                                               | 0                                               | –                                               |
| 1960 Roma                                       | 0                                               | 0                                               | 0                                               | 0                                               | –                                               |
| 1964 Tokyo                                      | 0                                               | 0                                               | 0                                               | 0                                               | –                                               |
| 1968 Mexico by                                  | Deltog ikke                                     | Deltog ikke                                     | Deltog ikke                                     | Deltog ikke                                     | Deltog ikke                                     |
| 1972 München                                    | 0                                               | 0                                               | 0                                               | 0                                               | –                                               |
| 1976 Montréal                                   | Deltog ikke                                     | Deltog ikke                                     | Deltog ikke                                     | Deltog ikke                                     | Deltog ikke                                     |
| 1980 Moskva                                     | Deltog kun i åbningsceremonien                  | Deltog kun i åbningsceremonien                  | Deltog kun i åbningsceremonien                  | Deltog kun i åbningsceremonien                  | Deltog kun i åbningsceremonien                  |
| 1984 Los Angeles                                | 0                                               | 0                                               | 0                                               | 0                                               | –                                               |
| 1988 Seoul                                      | 0                                               | 0                                               | 0                                               | 0                                               | –                                               |
| 1992 Barcelona                                  | Deltog ikke                                     | Deltog ikke                                     | Deltog ikke                                     | Deltog ikke                                     | Deltog ikke                                     |
| 1996 Atlanta                                    | 0                                               | 0                                               | 0                                               | 0                                               | –                                               |
| 2000 Sydney                                     | 0                                               | 0                                               | 0                                               | 0                                               | –                                               |
| 2004 Athen                                      | 0                                               | 0                                               | 0                                               | 0                                               | –                                               |
| 2008 Beijing                                    | 0                                               | 0                                               | 0                                               | 0                                               | –                                               |
| 2012 London                                     | 0                                               | 0                                               | 0                                               | 0                                               | –                                               |
| 2016 Rio de Janeiro                             | 0                                               | 0                                               | 0                                               | 0                                               | –                                               |
| 2020 Tokyo                                      |                                                 |                                                 |                                                 |                                                 |                                                 |
| Totalt                                          | 0                                               | 0                                               | 0                                               | 0                                               |                                                 |